# Laccosternus
Laccosternus is een geslacht van kevers uit de familie  waterroofkevers (Dytiscidae).
Het geslacht is voor het eerst wetenschappelijk beschreven in 1983 door Brancucci.

## Soorten
Het geslacht omvat de volgende soort:
- Laccosternus grouvellei (Régimbart, 1895)